# Gretna Football Club
Il Gretna Football Club era una società calcistica scozzese con sede nella città di Gretna, fondata nel 1946, fallita e poi rifondata nel 2008. Disputa le proprie partite casalinghe al Raydale Park, impianto da 3.000 posti a sedere.
La squadra è principalmente ricordata per aver raggiunto la finale di Scottish Cup (poi persa ai calci di rigore contro l'Heart of Midlothian) nella stagione 2005-2006.
Nella stagione 2020-2021 milita in Lowland Football League, il quinto livello del campionato scozzese.

## Storia
Fondato nel 1946, il club ha conosciuto una rapida ascesa a metà degli anni duemila, passando nell'arco di cinque stagioni dalla Northern Premier League First Division inglese alla Scottish Premier League (massima divisione scozzese), raggiunta dopo la vittoria della Scottish First Division (seconda divisione scozzese) al termine dell'annata 2006-2007.
Nella stagione 2007-2008 il club è stato posto in amministrazione controllata, dopo che il proprietario Brooks Mileson ha ritirato il proprio supporto finanziario. La squadra, guidata da David Irons, si è piazzata all'ultimo posto in classifica con 13 punti, retrocedendo in Scottish First Division. Tuttavia al termine della stagione, a causa delle mancate garanzie finanziarie, il club è stato ulteriormente retrocesso in Scottish Third Division (quarta divisione scozzese).
Dopo la retrocessione, l'unico potenziale compratore del club ha ritirato la propria offerta di acquisto, sancendo di fatto la fine del Gretna, che ha rassegnato le dimissioni dalla Scottish Football League (SFL) il 3 giugno 2008.
Il 2 luglio 2008 a Gretna è stata costituita una nuova società, chiamata Gretna Football Club 2008, che ha disputato il campionato dilettantistico della East of Scotland Football League. Nonostante il nome simile, questo club non ha nessuna connessione formale con il precedente.

## Palmarès

### Competizioni nazionali
- Scottish First Division: 1

2006-2007
- Scottish Second Division: 1

2005-2006
- Scottish Third Division: 1

2004-2005

### Altri piazzamenti
- Scottish Third Division:

Terzo posto: 2003-2004
- Coppa di Scozia:

Finalista: 2005-2006